# Бьела-Орава
Бьела-Орава (словац. Biela Orava) — река в северной Словакии в Жилинском крае. Длина реки — 35,39 км. Площадь водосборного бассейна — 469,249 км².
Берёт начало в Средних Бескидах в горах Оравска-Магура. Протекает по территории Оравы и впадает в водохранилище Орава близ города Наместово на высоте 601 м над уровнем моря. До создания водохранилища сливаясь с рекой Чарна-Орава образовывала реку Орава.